# Amnesia: The Dark Descent
Amnesia: The Dark Descent is een survival horrorspel ontwikkeld en uitgegeven door Frictional Games uitgebracht op Steam op 8 september 2010. Een indirect vervolg, Amnesia: A Machine for Pigs, is inmiddels ook uitgebracht.

## Verhaal
In Amnesia: The Dark Descent neemt de speler de rol van Daniel aan, een aan geheugenverlies (amnesia in het Engels) lijdende man die ontwaakt in het herenhuis van een Pruisische baron genaamd Alexander. Waarom hij daar is, weet hij niet. De enige aanwijzingen van Daniels ware identiteit zijn zijn herinneringen en notities achtergelaten door hemzelf. Door die notities, die verspreid zijn door het hele kasteel, komt hij erachter dat hij Alexander moet doden en dat hij achtervolgd wordt door een schaduw, waar hij niet aan kan ontsnappen. De speler moet op zoek naar Daniels dagboeken en andere notities om daarna het mysterie van het herenhuis op te lossen, terwijl hij ervoor moet zorgen dat hij uit de handen blijft van Alexanders monsterachtige dienaars. Door de dagboeken en notities komt de speler ook steeds meer en meer te weten over Daniels vage verleden en waarom hij Alexander juist moet doden.

## Gameplay
Het spel speelt in een eerste persoons perspectief, maar de speler heeft geen wapens ter beschikking. De speler kan niet met monsters vechten, maar kan zich wel verbergen of wegrennen wanneer deze monsters tegenkomt. Tijdens zijn zoektocht door het herenhuis moet de speler op zoek naar lampolie en tondeldozen. Hiermee kan de speler een lamp verlichten of kaarsen of fakkels aan muren ontbranden. Als de speler te lang in het donker blijft, dan zal zijn personage geleidelijk zijn geestelijke gezondheid verliezen. Als Daniel zijn geestelijke gezondheid aan het verliezen is wordt de wereld lastig te navigeren en zal deze geleidelijk aan, uit elkaar vallen. Langdurig kijken naar het monster van Amnesia kan ervoor zorgen dat uw personage in shock raakt en ook zo het bewustzijn verliest. In de game zijn er ook medicijnen die je geestelijke toestand kunnen bevorderen. 
De speler moet verschillende puzzels oplossen en het spel heeft dus naast survival horror-elementen ook adventure-elementen. Interactie met de omgeving wordt uitgevoerd met behulp van een methode waarbij de muis functioneert als een hand, wat betekent dat de speler onder andere bijvoorbeeld het muiswiel moet gebruiken om objecten te draaien.

## Amnesia: Justine
Op 12 april 2011 werd een uitbreiding van The Dark Descent uitgebracht: Amnesia: Justine.

### Verhaal
Dit verhaal speelt zich ongeveer twintig jaar later af ergens in een kasteel in Frankrijk. De speler wordt wakker in een cel en weet niet wie hij is. Op een fonograaf, die zich in de cel bevindt, klinkt de stem van een vrouw. Deze vrouw vertelt dat hij als testobject dient voor haar onderzoek naar de menselijke geest. Ze vertelt dat ze enkele opnames heeft gemaakt om hem te begeleiden door haar Cabinet of Perturbation en dat hij in de volgende delen moet nadenken over wat echt belangrijk is. Ten slotte vertelt ze nog dat ze allemaal gered kunnen worden.
In dit kasteel bevinden zich drie gijzelaars. Op de momenten dat de speler bij een gijzelaar komt, zijn er twee verschillende manieren om in het spel verder te komen. Aan de hand van welke keuze de speler maakt om verder te komen, zal de gijzelaar omgebracht worden of blijven leven. De keuze waarbij de gijzelaar blijft leven, is de moeilijkste. Buiten de gijzelaars zijn er ook drie verminkte mannen die door het kasteel dwalen en de speler willen vermoorden. Net zoals in The Dark Descent komt de speler via brieven en notities die verspreid door het kasteel liggen meer te weten over de gijzelaars, de verminkte mannen en ook over het duistere verleden van dit kasteel.

### Gameplay
De gameplay komt overeen met The Dark Descent. Een groot verschil is echter dat, als de speler in dit spel dood gaat, deze helemaal opnieuw moet beginnen. Het spel is echter tamelijk kort, dus dit is zeker niet onmogelijk.

## Custom maps
De makers van Frictional Games zorgden tevens voor een optie om customs maps te maken. Ze stelden een toolpakket samen dat hpl2 heet. Deze toolkit stelt de gamecommunity in staat mappen te ontwikkelen. Op dit moment bestaan er al vele custom maps voor Amnesia. In deze toolkit zitten:
- Level Editor - maakt het mogelijk een level te creëren;
- Model Editor - geeft de speler de mogelijkheid eigen 3D-modellen te maken en ze tot leven te laten komen;
- Particle Editor - maakt het mogelijk vuur en andere soorten effecten te maken;
- Material editor - maakt het mogelijk de materialen van de speler aan te passen. Zo kan deze extra metaalgeluiden toevoegen als er iets valt;
- HPL Language Tool - maakt het mogelijk bestanden te vertalen;
- Map viewer - maakt het mogelijk het level buiten de game te bekijken;
- Model viewer - maakt het mogelijk zelfgemaakte en standaardmodellen te tonen.

Omgaan met deze tools kan echter, zonder ervaring, zeer gecompliceerd zijn.